# کیشچا
کیشچا (به لاتین: Kishcha) یک منطقهٔ مسکونی در روسیه است که در شهرستان داخادایفسکی واقع شده‌است.